# IWGP Heavyweight Championship
Ne pas confondre avec le IWGP World Heavyweight Championship.
Le IWGP Heavyweight Championship (IWGPヘビー級王座, IWGP hebī-kyū ōza) (que l'on peut traduire par championnat poids lourd IWGP) est le championnat de catch (lutte professionnelle) de la division poids lourd de la New Japan Pro Wrestling (NJPW). "IWGP" sont les initiales de "International Wrestling Grand Prix". Il est créé en 1987 quand le fondateur de la NJPW Antonio Inoki bat Masa Saito en finale de l’IWGP Tournament. Il est le titre le plus important de la fédération.
Tout au long de l'histoire du championnat, plusieurs lutteurs ont été contraints d'abandonner le titre en raison d'une incapacité à participer aux défenses de titre. Quand un lutteur a été blessé ou incapables de combattre pour d'autres raisons, des tournois ont été organisés afin de déterminer le nouveau champion.
En 2006, Brock Lesnar doit rendre ce titre car il a des problèmes de visas. Toutefois, Lesnar prétend que la NJPW lui doit de l'argent et conserve la ceinture. Il a signé avec la fédération d'Antonio Inoki l'Inoki Genome Federation (IGF) en 2007, et a perdu le championnat face à Kurt Angle sur l'émission inaugurale. Angle perd la ceinture dans un match d'unification contre le IWGP Heavyweight Champion (NJPW) Shinsuke Nakamura en 2008.
Le premier champion est Antonio Inoki qui a battu Masa Saito le 12 juin 1987. Hiroshi Tanahashi détient le plus grand nombre de règnes avec sept possessions de titre. Shinya Hashimoto détient le record du plus long règne de l'histoire du titre avec 489 jours qui fut depuis battu par Kazuchika Okada. Shinsuke Nakamura est devenu le plus jeune champion à 23 ans et 288 jours, tandis que Genichiro Tenryu est devenu le champion le plus âgé à 49 ans et 311 jours. Il y a en tout, 27 champions reconnus qui ont eu un total de 64 règnes combinés. Hiroshi Tanahashi a battu Kenny Omega pour le titre à Wrestle Kingdom 13, devenant donc un octuple IWGP Heavyweight Champion, un record inégalé jusqu'à nos jours. 

## Historique du titre
Avant la création de ce titre, la New Japan Pro Wrestling organise chaque année le tournoi International Wrestling Grand Prix League plus communément appelé IWGP League. En 1987, Antonio Inoki décide que le vainqueur de la IWGP League va être le premier champion poids lourd IWGP. Ce tournoi voit la victoire d'Inoki face à Masa Saito en finale le 12 juin.
| #  | Champion           | Règne | Date              | Durée     | Lieu      | Évènement                                    | Notes |
| -- | ------------------ | ----- | ----------------- | --------- | --------- | -------------------------------------------- | --- |
| 1  | Antonio Inoki      | 1     | 12 juin 1987      | 325 jours | Tokyo     | House show                                   | Bat Masa Saito en finale d'un tournoi. |
| —  | Vacant             | —     | 2 mai 1988        | —         | —         | —                                            | À la suite d'une fracture du pied gauche. |
| 2  | Tatsumi Fujinami   | 1     | 8 mai 1988        | 19 jours  | Tokyo     | House show                                   | Bat Big Van Vader. |
| —  | Vacant             | —     | 27 mai 1988       | —         | Sendai    | —                                            | Vacant à la suite d'un no contest face à Riki Chōshū. |
| 3  | Tatsumi Fujinami   | 2     | 24 juin 1988      | 285 jours | Osaka     | House show                                   | Bat Riki Chōshū. |
| —  | Vacant             | —     | 5 avril 1989      | —         | —         | —                                            | [ 3 ] |
| 4  | Big Van Vader      | 1     | 24 avril 1989     | 31 jours  | Tokyo     | House show                                   | Bat Shinya Hashimoto en finale d'un tournoi. Lou Thesz était l'arbitre spécial. |
| 5  | Salman Hashimikov  | 1     | 25 mai 1989       | 48 jours  | Osaka     | House show                                   | [ 7 ] |
| 6  | Riki Chōshū        | 1     | 12 juillet 1989   | 29 jours  | Osaka     | House show                                   | [ 8 ] |
| 7  | Big Van Vader      | 2     | 10 août 1989      | 374 jours | Tokyo     | House show                                   | [ 9 ] |
| 8  | Riki Chōshū        | 2     | 19 août 1990      | 129 jours | Tokyo     | House show                                   | [ 10 ] |
| 9  | Tatsumi Fujinami   | 3     | 26 décembre 1990  | 22 jours  | Hamamatsu | House show                                   | [ 11 ] |
| 10 | Big Van Vader      | 3     | 17 janvier 1991   | 46 jours  | Yokohama  | House show                                   | [ 12 ] |
| 11 | Tatsumi Fujinami   | 4     | 4 mars 1991       | 306 jours | Hiroshima | House show                                   | [ 13 ] |
| 12 | Riki Chōshū        | 3     | 4 janvier 1992    | 225 jours | Tokyo     | Starrcade 1992 in the Tokyo Dome             | Dans un match qui incluait également le championnat d'arts martiaux de la WWF de Chōshū. |
| 13 | Great Muta         | 1     | 16 août 1992      | 400 jours | Fukuoka   | House show                                   | Dans un autre match incluant le championnat d'arts martiaux de la WWF de Chōshū. |
| 14 | Shinya Hashimoto   | 1     | 20 septembre 1993 | 196 jours | Nagoya    | House show                                   | |
| 15 | Tatsumi Fujinami   | 5     | 4 avril 1994      | 27 jours  | Hiroshima | Battle Line Kyushu tour                      | |
| 16 | Shinya Hashimoto   | 2     | 1er mai 1994      | 367 jours | Fukuoka   | Wrestling Dontaku                            | |
| 17 | Keiji Mutō         | 2     | 3 mai 1995        | 246 jours | Fukuoka   | Wrestling Dontaku                            | |
| 18 | Nobuhiko Takada    | 1     | 4 janvier 1996    | 116 jours | Tokyo     | Wrestling World                              | |
| 19 | Shinya Hashimoto   | 3     | 29 avril 1996     | 489 jours | Tokyo     | Battle Formation                             | |
| 20 | Kensuke Sasaki     | 1     | 31 août 1997      | 216 jours | Yokohama  | Final Power Hall in Yokohama                 | |
| 21 | Tatsumi Fujinami   | 6     | 4 avril 1998      | 126 jours | Tokyo     | Antonio Inoki Retirement Show                | |
| 22 | Masahiro Chōno     | 1     | 8 août 1998       | 44 jours  | Osaka     | Rising the Next Generation in the Osaka Dome | |
| —  | Vacant             | —     | 21 septembre 1998 | —         | —         | —                                            | Vacant à la suite d'une blessure au cou. |
| 23 | Scott Norton       | 1     | 23 septembre 1998 | 103 jours | Yokohama  | Big Wednesday                                | Bat Yuji Nagata. |
| 24 | Keiji Mutō         | 3     | 4 janvier 1999    | 340 jours | Tokyo     | Wrestling World                              | |
| 25 | Genichiro Tenryu   | 1     | 10 décembre 1999  | 25 jours  | Osaka     | Battle Final tour                            | |
| 26 | Kensuke Sasaki     | 2     | 4 janvier 2000    | 279 jours | Tokyo     | Wrestling World                              | |
| —  | Vacant             | —     | 9 octobre 2000    | —         | Tokyo     | —                                            | Vacant à la suite de la défaite de Kensuke Sasaki dans un non-title match contre Toshiaki Kawada à Do Judge!!. |
| 27 | Kensuke Sasaki     | 3     | 4 janvier 2001    | 72 jours  | Tokyo     | Wrestling World                              | Bat Toshiaki Kawada en finale d'un tournoi. |
| 28 | Scott Norton       | 2     | 17 mars 2001      | 23 jours  | Nagoya    | Hyper Battle tour                            | |
| 29 | Kazuyuki Fujita    | 1     | 9 avril 2001      | 270 jours | Osaka     | Strong Style                                 | |
| —  | Vacant             | —     | 4 janvier 2002    | —         | —         | —                                            | Vacant à la suite d'une blessure au tendon d'Achille. |
| 30 | Tadao Yasuda       | 1     | 16 février 2002   | 48 jours  | Tokyo     | Fighting Spirit tour                         | Bat Yuji Nagata en finale d'un tournoi. |
| 31 | Yūji Nagata        | 1     | 5 avril 2002      | 392 jours | Tokyo     | Toukon Special                               | |
| 32 | Yoshihiro Takayama | 1     | 2 mai 2003        | 185 jours | Tokyo     | Ultimate Crush                               | Dans un match qui incluait également le NWF Heavyweight Championship de Yoshihiro Takayama. |
| 33 | Hiroyoshi Tenzan   | 1     | 3 novembre 2003   | 36 jours  | Yokohama  | Yokohama Dead Out                            | |
| 34 | Shinsuke Nakamura  | 1     | 9 décembre 2003   | 58 jours  | Osaka     | Battle Final tour                            | Bat Yoshihiro Takayama pour unifier le IWGP Heavyweight Championship avec le NWF Heavyweight Championship, le 4 janvier 2004 à Wrestling World. |
| —  | Vacant             | —     | 5 février 2004    | —         | —         | —                                            | Vacant dû à des blessures variées. |
| 35 | Hiroyoshi Tenzan   | 2     | 15 février 2004   | 26 jours  | Tokyo     | Fighting Spirit tour                         | Bat Genichiro Tenryu en finale d'un tourinoi. |
| 36 | Kensuke Sasaki     | 4     | 12 mars 2004      | 16 jours  | Tokyo     | Hyper Battle tour                            | |
| 37 | Bob Sapp           | 1     | 28 mars 2004      | 66 jours  | Tokyo     | King of Sports                               | |
| —  | Vacant             | —     | 2 juin 2004       | —         | —         | —                                            | Vacant à la suite de la défaite de Bob Sapp dans combat K-1 contre Kazuyuki Fujita. |
| 38 | Kazuyuki Fujita    | 2     | 5 juin 2004       | 126 jours | Osaka     | The Crush II                                 | Bat Hiroshi Tanahashi. |
| 39 | Kensuke Sasaki     | 5     | 9 octobre 2004    | 64 jours  | Tokyo     | Pro-Wrestlers Be Strongest                   | |
| 40 | Hiroyoshi Tenzan   | 3     | 12 décembre 2004  | 70 jours  | Nagoya    | Battle Final tour                            | |
| 41 | Satoshi Kojima     | 1     | 20 février 2005   | 83 jours  | Tokyo     | New Year Gold Series                         | Dans un match qui incluait également le AJPW Triple Crown Heavyweight Championship de Satoshi Kojima. |
| 42 | Hiroyoshi Tenzan   | 4     | 14 mai 2005       | 65 jours  | Tokyo     | Nexess VI                                    | |
| 43 | Kazuyuki Fujita    | 3     | 18 juillet 2005   | 82 jours  | Sapporo   | Summer Fight Series tour                     | |
| 44 | Brock Lesnar       | 1     | 8 octobre 2005    | 280 jours | Tokyo     | Toukon Souzou New Chapter                    | Dans un three–way match qui incluait aussi Masahiro Chōno. |
| —  | Vacant             | —     | 15 juillet 2006   | —         | —         | —                                            | Vacant du fait de l'incapacité de Lesnar de défendre son titre en raison de « problèmes avec un visa de travail ». Ceinture que Lesnar refuse de rendre. Il est plus tard reconnu par la Inoki Genome Federation comme leur premier champion, utilisant la même ceinture que la NJPW. |
| 45 | Hiroshi Tanahashi  | 1     | 17 juillet 2006   | 270 jours | Sapporo   | Circuit 2006 Turbulance                      | Bat Giant Bernard en finale d'un tournoi. |
| 46 | Yūji Nagata        | 2     | 13 avril 2007     | 178 jours | Osaka     | Circuit 2007 New Japan Brave tour            | |
| 47 | Hiroshi Tanahashi  | 2     | 8 octobre 2007    | 88 jours  | Tokyo     | Explosion '07                                | |
| 48 | Shinsuke Nakamura  | 2     | 4 janvier 2008    | 114 jours | Tokyo     | Wrestle Kingdom II in Tokyo Dome             | Bat Kurt Angle le 17 février 2008 au Circuit 2008 New Japan ISM tour pour unifier les versions NJPW et IGF du IWGP Heavyweight Championship. |
| 49 | Keiji Mutō         | 4     | 27 avril 2008     | 252 jours | Osaka     | Circuit 2008 New Japan Brave tour            | |
| 50 | Hiroshi Tanahashi  | 3     | 4 janvier 2009    | 122 jours | Tokyo     | Wrestle Kingdom III in Tokyo Dome            | |
| 51 | Manabu Nakanishi   | 1     | 6 mai 2009        | 45 jours  | Tokyo     | Dissidence                                   | |
| 52 | Hiroshi Tanahashi  | 4     | 20 juin 2009      | 58 jours  | Osaka     | Dominion 6.20                                | |
| —  | Vacant             | —     | 17 août 2009      | —         | —         | —                                            | Vacant à la suite d'une fracture à un œil. |
| 53 | Shinsuke Nakamura  | 3     | 27 septembre 2009 | 218 jours | Kōbe      | Circuit 2009 New Japan Generation tour       | Bat Togi Makabe. |
| 54 | Togi Makabe        | 1     | 3 mai 2010        | 161 jours | Fukuoka   | Wrestling Dontaku 2010                       | |
| 55 | Satoshi Kojima     | 2     | 11 octobre 2010   | 85 jours  | Tokyo     | Destruction '10                              | |
| 56 | Hiroshi Tanahashi  | 5     | 4 janvier 2011    | 404 jours | Tokyo     | Wrestle Kingdom V in Tokyo Dome              | |
| 57 | Kazuchika Okada    | 1     | 12 février 2012   | 125 jours | Osaka     | The New Beginning                            | |
| 58 | Hiroshi Tanahashi  | 6     | 16 juin 2012      | 295 jours | Osaka     | Dominion 6.16                                | |
| 59 | Kazuchika Okada    | 2     | 7 avril 2013      | 391 jours | Tokyo     | Invasion Attack                              | |
| 60 | A.J. Styles        | 1     | 3 mai 2014        | 163 jours | Fukuoka   | Wrestling Dontaku                            | |
| 61 | Hiroshi Tanahashi  | 7     | 13 octobre 2014   | 121 jours | Tokyo     | King of Pro Wrestling 2014                   | |
| 62 | A.J. Styles        | 2     | 11 février 2015   | 144 jours | Osaka     | The New Beginning in Osaka                   | |
| 63 | Kazuchika Okada    | 3     | 5 juillet 2015    | 280 jours | Osaka     | Dominion 7.5                                 | |
| 64 | Tetsuya Naitō      | 1     | 10 avril 2016     | 70 jours  | Tokyo     | Invasion Attack 2016                         | [ 16 ] |
| 65 | Kazuchika Okada    | 4     | 19 juin 2016      | 720 jours | Osaka     | Dominion 6.19 in Osaka-jo Hall               | |
| 66 | Kenny Omega        | 1     | 9 juin 2018       | 209 jours | Osaka     | Dominion 6.9 in Osaka-jo Hall                | Dans un 2 out of 3 falls match sans limite de temps. Le combat dure plus d'une heure et Omega gagne par 2 tombés à 1. |
| 67 | Hiroshi Tanahashi  | 8     | 4 janvier 2019    | 38 jours  | Tokyo     | Wrestle Kingdom 13 in Tokyo Dome             | |
| 68 | Jay White          | 1     | 11 février 2019   | 54 jours  | Osaka     | The New Beginning in Osaka                   | [ 18 ] |
| 69 | Kazuchika Okada    | 5     | 6 avril 2019      | 274 jours | New York  | G1 Supercard                                 | [ 19 ] |
| 70 | Tetsuya Naitō      | 2     | 5 janvier 2020    | 189 jours | Tokyo     | Wrestle Kingdom 14                           | Le championnat intercontinental IWGP était aussi en jeu |
| 71 | Evil               | 1     | 12 juillet 2020   | 48 jours  | Osaka     | Dominion in Osaka-jo Hall                    | Le championnat intercontinental IWGP était aussi en jeu |
| 72 | Tetsuya Naitō      | 3     | 29 août 2020      | 128 jours | Osaka     | Power Struggle                               | Le championnat intercontinental IWGP était aussi en jeu |
| 73 | Kōta Ibushi        | 1     | 4 janvier 2021    | 59 jours  | Tokyo     | Wrestle Kingdom 15                           | Le championnat intercontinental IWGP était aussi en jeu. Unification des titres le 4 mars 2021 |
| -  | Unifié             |       | 4 mars 2021       | -         | -         | -                                            | Le 4 mars 2021; les titres intercontinental IWGP et poids-lourds IWGP sont unifiés pour créer le IWGP World Heavyweight Championship faisant d'Ibushi le dernier champion poids-lourds IWGP.                                                                                          |

## Liste des règnes combinés
| N  | Catcheur           | 1re victoire   | Règnes | Défenses | Jours |
| -- | ------------------ | -------------- | ------ | -------- | ----- |
| 1  | Kazuchika Okada    | 12 fév. 2012   | 5      | 25       | 1 516 |
| 2  | Hiroshi Tanahashi  | 17 juill. 2006 | 8      | 28       | 1 397 |
| 3  | Keiji Mutō         | 16 août 1992   | 4      | 19       | 1 238 |
| 4  | Shinya Hashimoto   | 20 sept. 1993  | 3      | 20       | 1 052 |
| 5  | Tatsumi Fujinami   | 8 mai 1988     | 6      | 13       | 785   |
| 6  | Kensuke Sasaki     | 31 août 1997   | 5      | 9        | 647   |
| 7  | Yūji Nagata        | 5 avr. 2002    | 2      | 12       | 570   |
| 8  | Kazuyuki Fujita    | 9 avr. 2001    | 3      | 3        | 478   |
| 9  | Big Van Vader      | 24 avr. 1989   | 3      | 4        | 451   |
| 10 | Shinsuke Nakamura  | 9 déc. 2003    | 3      | 9        | 390   |
| 11 | Riki Chōshū        | 12 juill. 1989 | 3      | 5        | 383   |
| 12 | Tetsuya Naitō      | 10 avr. 2016   | 3      | 10       | 387   |
| 13 | Antonio Inoki      | 12 juin 1987   | 1      | 4        | 325   |
| 14 | A.J. Styles        | 3 mai 2014     | 2      | 3        | 307   |
| 15 | Brock Lesnar       | 8 oct. 2005    | 1      | 3        | 280   |
| 16 | Kenny Omega        | 9 juin 2018    | 1      | 3        | 209   |
| 17 | Hiroyoshi Tenzan   | 3 nov. 2003    | 4      | 2        | 197   |
| 18 | Yoshihiro Takayama | 2 mai 2003     | 1      | 3        | 185   |
| 19 | Satoshi Kojima     | 20 fév. 2005   | 2      | 2        | 168   |
| 20 | Togi Makabe        | 3 mai 2010     | 1      | 3        | 161   |
| 21 | Scott Norton       | 23 sept. 1998  | 2      | 4        | 126   |
| 22 | Nobuhiko Takada    | 4 janv. 1996   | 1      | 1        | 116   |
| 23 | Bob Sapp           | 28 mars 2004   | 1      | 1        | 66    |
| 24 | Kōta Ibushi        | 4 janv. 2021   | 1      | 3        | 59    |
| 25 | Jay White          | 11 fév. 2019   | 1      | 0        | 55    |
| 26 | Evil               | 12 juill. 2020 | 1      | 2        | 48    |
| 26 | Tadao Yasuda       | 16 fév. 2002   | 1      | 1        | 48    |
| 26 | Salman Hashimikov  | 25 mai 1989    | 1      | 0        | 48    |
| 29 | Manabu Nakanishi   | 6 mai 2009     | 1      | 0        | 45    |
| 30 | Masahiro Chōno     | 8 août 1998    | 1      | 0        | 44    |
| 31 | Genichiro Tenryu   | 10 déc. 1999   | 1      | 0        | 25    |

### Liens
- Wrestling-Titles.com - IWGP Heavyweight Title History